# Roman Arkhipov
Roman Viktorovitch Arkhipov (en russe : Роман Викторович Архипов) est un joueur russe de volley-ball né le 8 novembre 1980. Il mesure 1,91 m et joue passeur. Il totalise plus de 71 sélections en équipe de Russie.

## Clubs
| Club                    | De        | À         |
| ----------------------- | --------- | --------- |
| MGTU Moscou             | 1997-1998 | 2001-2002 |
| Iskra Odintsovo         | 2002-2003 | 2003-2004 |
| Luch Moscou             | 2004-2005 | 2004-2005 |
| Iskra Odintsovo         | 2005-2006 | 2006-2007 |
| Dinamo Moscou           | 2007-2008 | 2008-2009 |
| Iskra Odintsovo         | 2009-2010 | 2009-2010 |
| Iaroslavitch Iaroslavl  | 2010-2011 | 2012-2013 |
| Gazprom-Iourga Sourgout | 2013-2014 | ...       |

## Palmarès

### Club et équipe nationale
- Championnat du monde des moins de 19 ans (1)
  - Vainqueur : 1999
- Ligue des champions
  - Finaliste : 2004
- Coupe de la CEV (avant 2007
  - Finaliste : 2006
- Coupe de la CEV (après 2007)
  - Finaliste : 2010
- Championnat de Russie (2)
  - Vainqueur : 2001, 2008
  - Finaliste : 2003
- Coupe de Russie (1)
  - Vainqueur : 2008
  - Finaliste : 2005, 2007

### Distinctions individuelles
- Meilleur passeur du Final Four de la Ligue des champions 2004